# جوزفين غودرولت
جوزفين غودرولت هي نقابية وصحفية ومُدرسة كندية، ولدت في 25 أكتوبر 1889 في مالبي في كندا، وتوفيت في 22 يناير 1975 في Clermont, Capitale-Nationale ‏ في كندا.